# Powstanie praskie

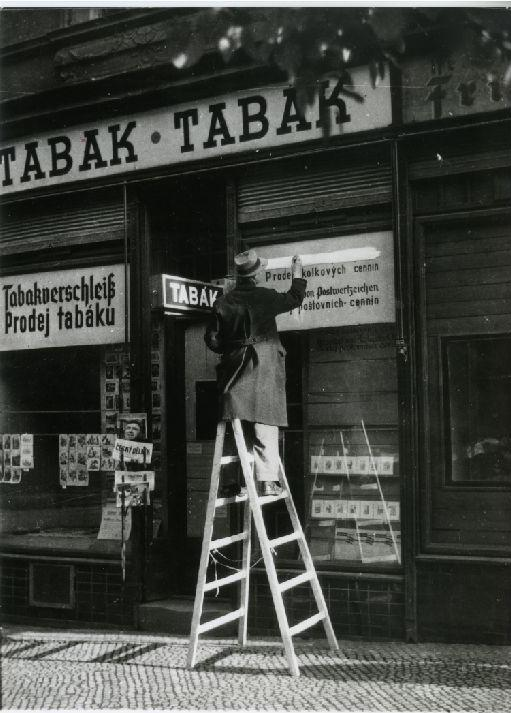
Zamalowywanie niemieckich napisów (4 maja 1945)

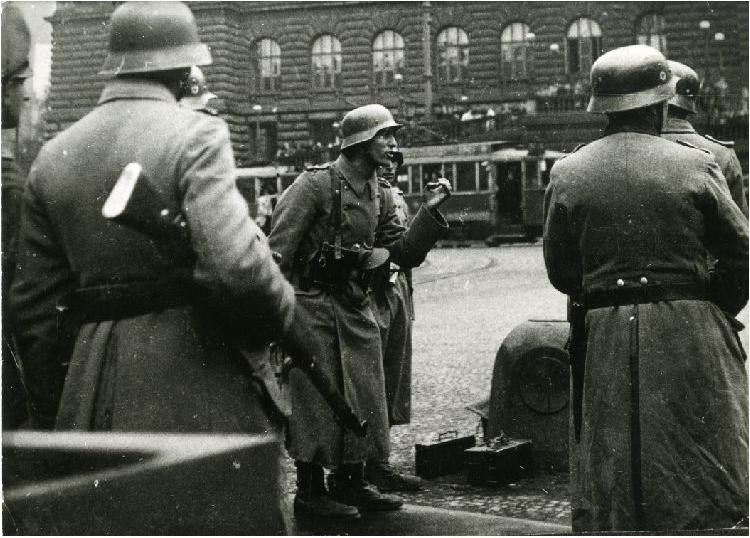
Żołnierze niemieccy przed Muzeum Narodowym (5 maja 1945)

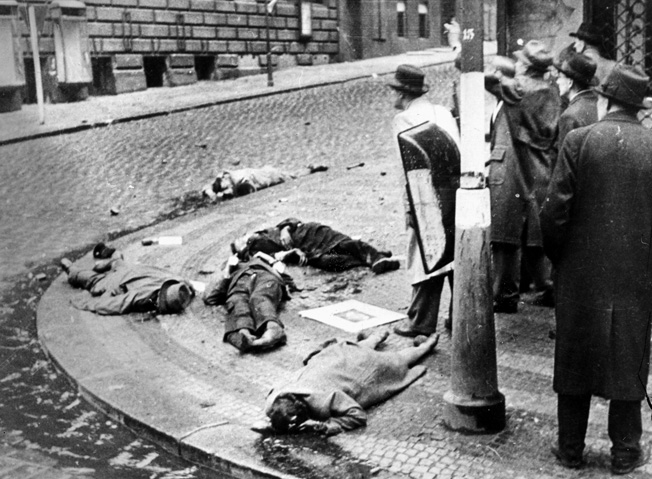
Ofiary bitwy o Czeskie Radio (5 maja 1945)

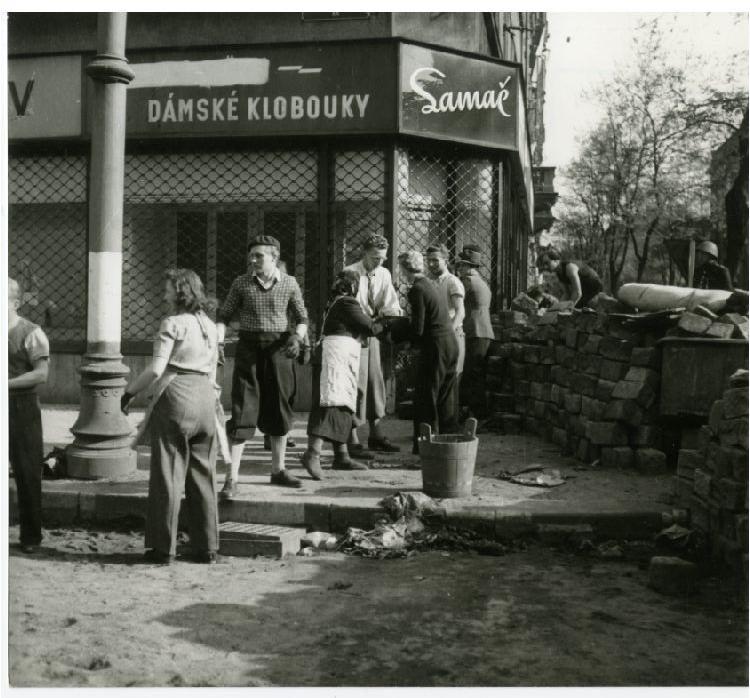
Czescy cywile budują barykadę (6 maja 1945)

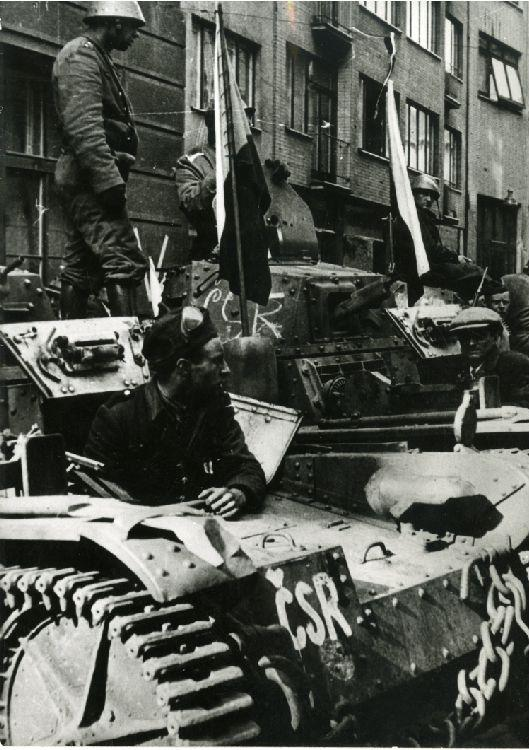
Zdobyte przez powstańców czołgi AMR 35 (6 maja 1945)

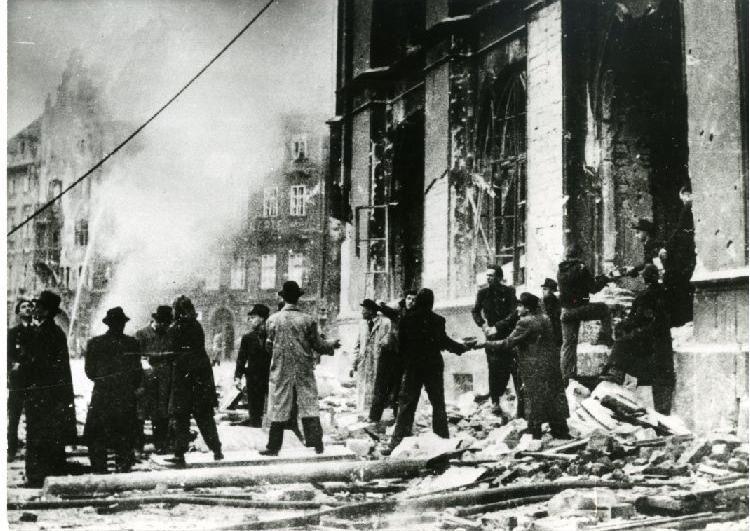
Ratusz Staromiejski po niemieckim nalocie (8 maja 1945)

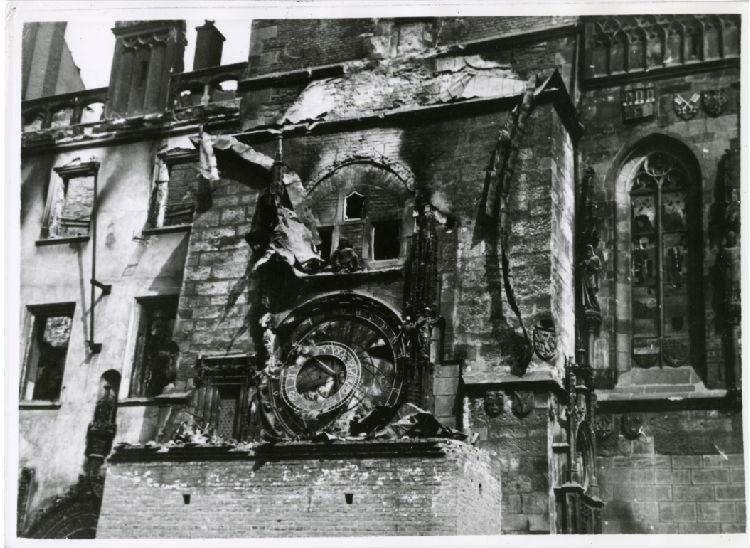
Zniszczony praski zegar astronomiczny na ratuszu (8 maja 1945)

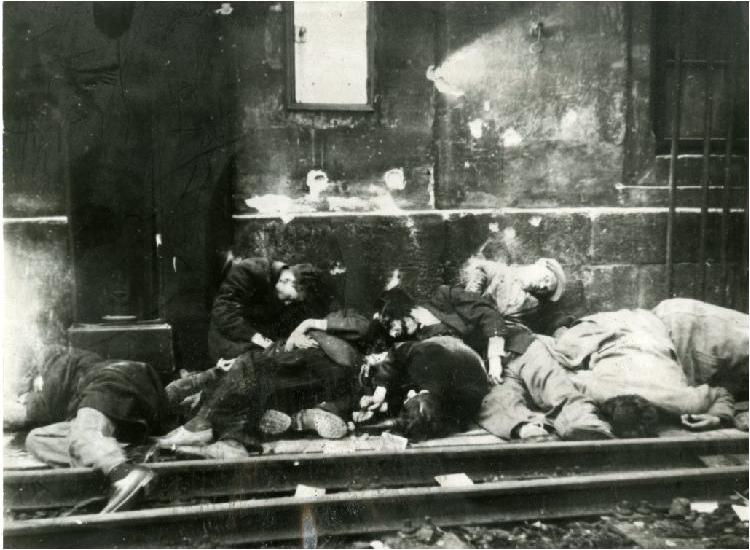
Czescy cywile zamordowani przez Niemców na dworcu Masaryka (8 maja 1945)

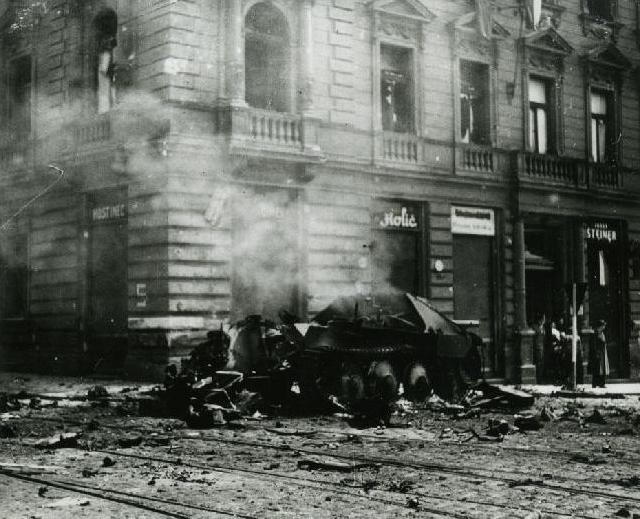
Zniszczone niemieckie działo pancerne Hetzer w czasie walk (9 maja 1945)

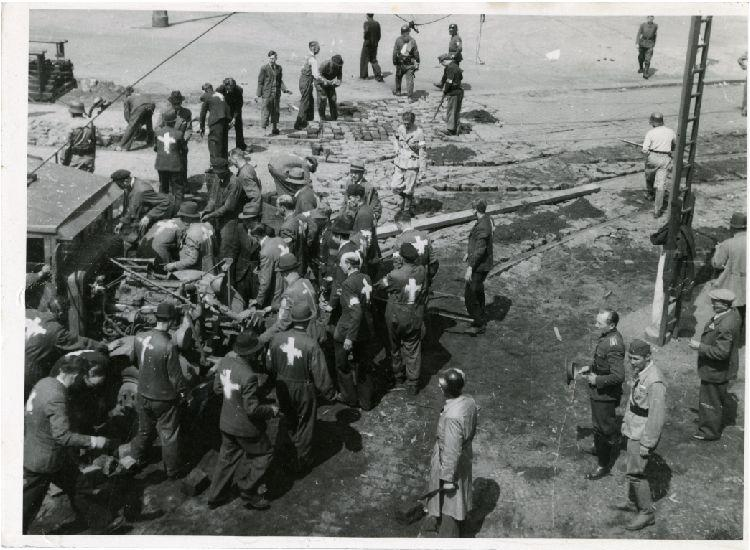
Niemieccy żołnierze i cywile zmuszeni przez Czechów do rozbierania barykady po zakończeniu powstania (9 maja 1945)

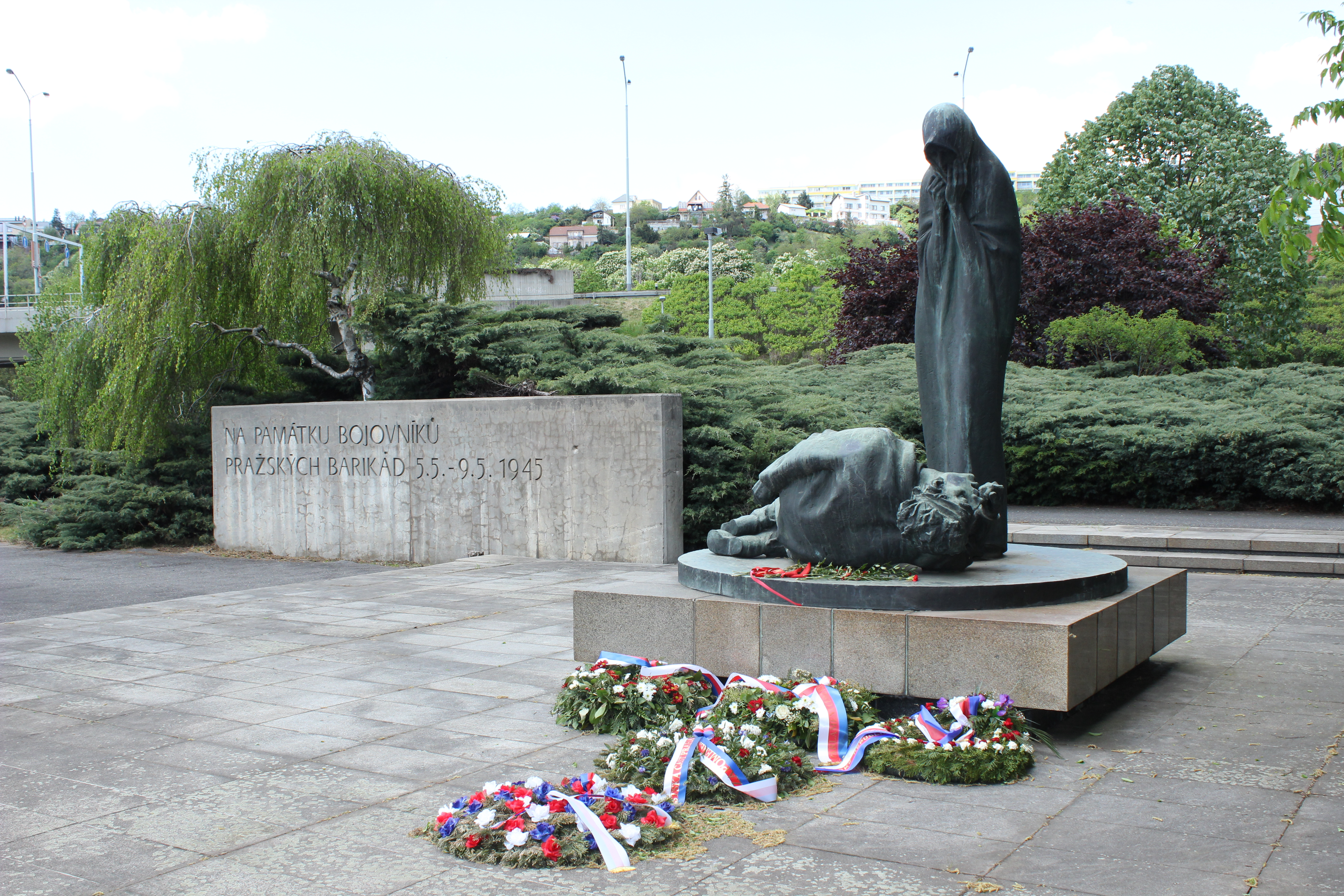
Pomnik upamiętniający obrońców barykad przy moście Barikádníků w Pradze

Powstanie praskie (cz. Pražské povstání) – powstanie ludności Pragi przeciw administracji i wojskom niemieckim oraz kolaboracyjnemu rządowi i administracji czeskiej, trwające od 5 do 9 maja 1945 roku. W obliczu wchodzącej w życie 8 maja 1945 roku bezwarunkowej kapitulacji III Rzeszy powstanie zakończyło się kapitulacją i szybką ewakuacją większości Niemców w stronę wojsk amerykańskich oraz zajęciem Pragi przez wojska sowieckie. Powstanie praskie było częścią powstania majowego ludu czeskiego i było związane z sowiecką operacją praską.

## Geneza
W 1938 roku kanclerz Niemiec Adolf Hitler ogłosił zamiar aneksji Kraju Sudetów, regionu Czechosłowacji o dużej populacji etnicznych Niemców. Brytyjski premier Neville Chamberlain i francuski premier Édouard Daladier zgodzili się na żądania Hitlera w układzie monachijskim, w zamian za gwarancje ze strony nazistowskich Niemiec, że żadne dodatkowe ziemie nie zostaną zaanektowane. Podczas negocjacji nie było żadnego przedstawiciela Czechosłowacji. W marcu 1939 roku wojska niemieckie dokonały inwazji i okupacji pozostałych terytoriów czeskich, ustanawiając Protektorat Czech i Moraw. Chociaż Francja miała sojusz obronny z Czechosłowacją, to ani Francuzi, ani Brytyjczycy nie interweniowali militarnie.
Naziści uważali Czechów za rasowo aryjskich, a zatem nadających się do germanizacji. W rezultacie okupacja niemiecka była mniej surowa niż w innych krajach, w których dominowali Słowianie, a poziom życia w czasie II wojny światowej był faktycznie wyższy niż w samych Niemczech. Jednak wolność słowa została ograniczona przez władze okupacyjne, a 400 000 Czechów zostało wysłanych na roboty przymusowe do Niemiec. Podczas sześcioletniej okupacji ponad 20 000 Czechów zostało straconych przez Niemców, a tysiące innych zmarło w obozach koncentracyjnych. Chociaż okupacyjny terror był znacznie mniej dotkliwy niż w Europie Wschodniej, to wywołał gwałtowne nastroje antyniemieckie u wielu Czechów.

## Sytuacja militarna przed powstaniem
Wiosną 1945 roku czechosłowacki ruch oporu w Czechach i na Morawach liczył około 120 grup, których łączna liczba wynosiła około 7500 partyzantów, którzy zakłócali transport kolejowy i drogowy, niszcząc tory i mosty oraz atakując pociągi i stacje. Niektóre linie kolejowe nie mogły być używane w nocy lub w niektóre dni, a pociągi zmuszone były poruszać się z mniejszą prędkością. Jednostki Waffen-SS wycofujące się przed postępem Armii Czerwonej na Morawy spacyfikowały w odwecie, kilka wsi. Pomimo utraty dużej części dowództwa w wyniku aresztowań przeprowadzonych przez Gestapo w marcu 1945 roku, grupy komunistyczne w Pradze rozprowadzały ulotki propagandowe wzywające do powstania. Niemieccy żołnierze i cywile byli coraz bardziej zaniepokojeni i przygotowywali się do ucieczki przed gwałtowną zemstą Czechów za lata okupacji. Próbując ponownie umocnić niemiecką władzę, Wyższy Dowódca SS i Policji w Protektoracie Karl Hermann Frank nadał przez radio wiadomość, w której groził zniszczeniem Pragi i utopieniem we krwi wszelkiej opozycji.
Na początku 1945 roku byli oficerowie Wojska Czechosłowacji utworzyli dowództwo „Bartoš” kierowane przez generała Karela Kutlvašra w celu nadzorowania walk w Pradze oraz dowództwo „Alex” kierowane przez generała Františka Slunečkę w celu kierowania oddziałami powstańczymi na przedmieściach Pragi. W międzyczasie utworzono Czeską Radę Narodową, składającą się z przedstawicieli różnych czeskich partii politycznych, która miała przejąć przywództwo polityczne po obaleniu nazistowskiego rządu okupacyjnego i czeskich władz kolaboracyjnych. Przywódcy wojskowi planujący powstanie w Pradze liczyli na lojalność etnicznie czeskich członków policji i żandarmerii oraz Wojska Rządowego Protektoratu Czech i Moraw, a także funkcjonariuszy kluczowych służb cywilnych, takich jak pracownicy transportu i straży pożarnej. 1 Dywizja Piechoty Rosyjskiej Armii Wyzwoleńczej (ROA), złożona z radzieckich jeńców wojennych, którzy zgodzili się walczyć po stronie niemieckiej, stacjonowała poza Pragą. Mając nadzieję, że ROA da się namówić do zmiany sojusznika w celu uniknięcia oskarżeń o kolaborację, czeskie dowództwo wojskowe wysłało posła do generała Siergieja Buniaczenki, dowódcy 600 Dywizji Piechoty. Buniaczenko zgodził się zmienić sojusznika, aby pomóc czeskiemu ruchowi oporu. Ponieważ żołnierze ROA nosili niemieckie mundury, postanowiono, że otrzymają rosyjskie biało-niebiesko-czerwone flagi, aby ich odróżnić od Niemców.
4 maja amerykańska 3 Armia pod dowództwem generała George’a Pattona wkroczyła do Czechosłowacji. Brytyjski premier Winston Churchill był jedynym przywódcą politycznym, który opowiadał się za wyzwoleniem Pragi przez zachodnich aliantów. W telegramie do generała Dwighta Eisenhowera, Naczelnego Dowódcy Alianckich Sił Ekspedycyjnych, Churchill napisał, że „wyzwolenie Pragi przez wojska amerykańskie może całkowicie odmienić sytuację powojennej Czechosłowacji i może mieć wpływ na sytuację w sąsiednich krajach”. Przywódca Związku Radzieckiego Józef Stalin, również chciał, aby jego wojska wyzwoliły miasto i poprosił Amerykanów, aby zatrzymali się w Pilźnie, 80 kilometrów na zachód od Pragi. Armia Czerwona planowała dużą operację skierowaną na Pragę, która miała rozpocząć się 7 maja. Eisenhower, niechętny do powiększania amerykańskich strat lub wrogiej postawy wobec ZSRR, zgodził się na żądania Stalina, aby Armia Czerwona wyzwoliła Pragę.

## Powstanie

### 5 maja
Pracownicy Czeskiego Radia sprzeciwiający się okupacji rozpoczęli poranek od nadawania audycji tylko w języku czeskim. Dowództwo „Bartoš” i grupy komunistyczne zaplanowały rozpoczęcie zbrojnego powstania na 7 maja. Czesi zbierali się na ulicach, dewastowali niemieckie napisy i zrywali niemieckie flagi. Flagi czechosłowackie pojawiły się w oknach i w klapach marynarek. Motorniczowie odmówili przyjmowania reichsmarek i informowania o kolejnych przystankach w języku niemieckim, czego żądali okupanci. Niektórzy żołnierze niemieccy zostali otoczeni i zabici. W odpowiedzi na rosnące poruszenie społeczne Frank groził strzelaniem do Czechów gromadzących się na ulicach, i zwiększył liczbę uzbrojonych patroli niemieckich. Niektórzy żołnierze niemieccy zaczęli strzelać do tłumu.
Około południa radio nadało serię apeli do policji i żandarmerii z prośbą o pomoc w walce ze strażnikami SS wewnątrz budynku radia. Na apel odpowiedział oddział żandarmerii Wojska Rządowego, który napotkał silny opór, odbijając budynek. Przez cały czas radio kontynuowało nadawanie. Chociaż apel nie był skierowany do ludności, wywołał walki w całym mieście, skoncentrowane w dzielnicach śródmiejskich. Tłumy nieuzbrojonych cywilów, głównie młodych mężczyzn bez przeszkolenia wojskowego, opanowały niemieckie garnizony i sklepy. Wielu Czechów zostało zabitych przez niemieckich żołnierzy i cywilów strzelających z umocnionych punktów lub dachów; w odpowiedzi siły czeskie zaczęły zatrzymywać Niemców i podejrzanych o kolaborację. Czescy cywile pomagali, zakładając prowizoryczne szpitale dla rannych i dostarczając żywność, wodę i inne niezbędne rzeczy na barykady, podczas gdy siły niemieckie często uciekały się do grabieży, aby zdobyć niezbędne zaopatrzenie. Siły czeskie przejęły tysiące sztuk broni palnej, setki Panzerfaustów i pięć samochodów pancernych, ale nadal ilość broni nie była wystarczająca.
Pod koniec dnia czeski ruch oporu przejął większość miasta na wschód od rzeki Wełtawy. Powstańcy zajęli wiele ważnych budynków, w tym radio, centralę telefoniczną, większość stacji kolejowych i dziesięć z dwunastu mostów. Trzy tysiące więźniów zostało uwolnionych z więzienia Pankrác. Kontrolując centralę telefoniczną, bojownicy ruchu oporu byli w stanie zerwać łączność między niemieckimi jednostkami i dowódcami. Siły niemieckie zajęły większość terytorium na zachód od rzeki, w tym lotnisko w Ruzyně, na północny zachód od miasta, i różne otoczone garnizony, takie jak kwatera główna Gestapo w pałacu Petschka.
Na rozkaz feldmarszałka Ferdinanda Schörnera, dowodzącego siłami niemieckimi w Czechach, jednostki Waffen-SS zostały wycofane z walki z Armią Czerwoną i wysłane do Pragi. SS było stosunkowo dobrze uzbrojone i wyposażone w czołgi oraz transportery opancerzone. Informacje o tym dotarły do kwatery głównej powstańców pod koniec dnia. Czeskie Radio nadawało w języku angielskim i rosyjskim apele o ataki lotnicze na czołgi. Usłyszawszy o wydarzeniach w Pradze, generał Patton poprosił o pozwolenie na marsz w kierunku Wełtawy, aby wspomóc czeski ruch oporu, ale Eisenhower odmówił. Armii Czerwonej wydano rozkaz rozpoczęcia operacji praskiej 6 maja.

### 6 maja
Późnym wieczorem 5 maja radio nadało apel do ludzi na ulicach Pragi, aby budowali barykady w celu spowolnienia spodziewanego niemieckiego ataku. Pomimo złej pogody dziesiątki tysięcy cywilów pracowało przez całą noc, aby do rana zbudować ponad 1600 barykad. Do końca powstania zbudowano ich łącznie 2049.
Generał SS Carl Friedrich von Pückler-Burghauss wydał rozkaz Luftwaffe, aby zbombardowała Pragę, ale atak musiał zostać ograniczony z powodu braku paliwa. Pierwszy atak przeprowadziły dwa myśliwce Messerschmitt Me 262A ze skrzydła Kampfgeschwader 51 w Ruzyně. Jednym z ich celów był budynek radiowy, który został trafiony bombą o masie 250 kilogramów, która unieruchomiła nadajnik. Radio nadal jednak nadawało z innych lokalizacji. W kolejnych atakach Luftwaffe bombardowała barykady i uderzała w budynki mieszkalne bombami zapalającymi, powodując liczne ofiary wśród ludności cywilnej.
W południe 1 batalion ROA wkroczył do Pragi i zaatakował Niemców; podczas walk w Pradze rozbroił około 10 000 niemieckich żołnierzy. Amerykański patrol rozpoznawczy spotkał się z oficerem ROA oraz czeskimi przywódcami. To właśnie wtedy Czesi dowiedzieli się o porozumieniu w sprawie linii demarkacyjnej i że 3 Armia nie przybędzie, aby wyzwolić Pragę. W rezultacie Czeska Rada Narodowa, która nie była zaangażowana w negocjacje z Buniaczenką, potępiła ROA. Wyzwolenie przez Sowietów oznaczało, że politycznie nie mogli sobie pozwolić na poparcie ROA, którą Stalin uważał za zdrajców. Pomimo odrzucenia ROA, ich pomoc dla Pragi stała się punktem spornym między Moskwą a Czechosłowacją po wojnie.

### 7 maja
Zgodnie z warunkami wstępnej bezwarunkowej kapitulacji, podpisanej wczesnym rankiem 7 maja, siły niemieckie miały czterdziestoośmiogodzinny okres karencji na zaprzestanie działań ofensywnych. Eisenhower miał nadzieję, że kapitulacja zakończy walki w Pradze, a tym samym zapobiegnie interwencji amerykańskiej. Jednak niemieckie dowództwo było zdecydowane wykorzystać okres karencji, aby przemieścić jak najwięcej żołnierzy na zachód, aby poddali się Amerykanom. Schörner potępił pogłoski o zawieszeniu broni w Pradze i powiedział, że rozejm nie dotyczy sił niemieckich walczących z Armią Czerwoną lub czeskimi powstańcami.
Aby przejąć kontrolę nad praską siecią transportową, Niemcy przeprowadzili najsilniejszy atak w trakcie powstania. Przybywające do Pragi jednostki pancerne i artyleryjskie Waffen-SS stopniowo przebijały się przez barykady kilkoma atakami czołgów. Intensywnym walkom towarzyszyło wykorzystywanie przez SS czeskich cywilów jako żywych tarcz oraz uszkodzenia Ratusza Staromiejskiego i innych zabytkowych budynków. Kiedy dowództwo „Bartoš” dowiedziało się o kapitulacji w Reims, nakazało natychmiastowe zawieszenie broni dla sił czeskich. Spowodowało to pewne zamieszanie wśród obrońców, którzy również cierpieli z powodu dezercji z tytułu pogarszającej się sytuacji militarnej. ROA odegrała decydującą rolę w spowolnieniu postępów Niemców, ale zaczęła wieczorem wycofywać się z Pragi, aby poddać się United States Army. W mieście pozostało tylko kilka jednostek ROA, które opuściły miasto późnym wieczorem 8 maja. Gdy większość jednostek ROA odeszła, słabo uzbrojeni i niewyszkoleni czescy powstańcy mieli niewielkie szanse w starciu ze wzmocnionymi siłami niemieckimi. Pod koniec dnia siły niemieckie przejęły znaczną część terytorium kontrolowanego przez powstańców na wschód od Wełtawy, a czeski ruch oporu utrzymywał jedynie teren w rejonie Vinohrady-Strašnice. Siły ROA zdobyły lotnisko Luftwaffe w Ruzyně, niszcząc kilka samolotów.

### 8 maja
Rano Niemcy przeprowadzili ostrzał lotniczy i artyleryjski, po którym nastąpił ponowny atak piechoty. Walki były niemal tak intensywne jak poprzedniego dnia. Szczególnie zacięta bitwa miała miejsce na dworcu Masaryka. O godzinie 10 rano oddziały SS zdobyły dworzec i zamordowały około 50 wziętych do niewoli bojowników ruchu oporu i cywilów. W jednej z ostatnich bitew powstania Czesi odzyskali dworzec o godzinie 2 w nocy 9 maja i sfotografowali ciała ofiar.
W obliczu załamania się sił zbrojnych, braku pomocy alianckiej i groźby zniszczenia miasta, Czeska Rada Narodowa zgodziła się negocjować z generałem Wehrmachtu Rudolfem Toussaintem, któremu brakowało czasu na ewakuację jednostek Wehrmachtu na zachód i tym samym znalazł się w równie rozpaczliwej sytuacji. Po kilku godzinach negocjacji uzgodniono, że rano 9 maja Czesi pozwolą niemieckim żołnierzom przejść na zachód przez Pragę, a w zamian niemieckie siły opuszczające miasto złożą broń. Zawieszenie broni zostało ostatecznie uzgodnione około północy. Jednak niektóre grupy niemieckich wojsk nie były świadome zawieszenia broni lub go nie przestrzegały, a cywile obawiali się kontynuacji niemieckich okrucieństw, które nasiliły się w ciągu poprzednich dwóch dni. Późnym wieczorem do Pragi dotarły raporty o wyzwoleniu obozu koncentracyjnego Theresienstadt, na północny zachód od miasta, i postępie Armii Czerwonej na inne obszary na północ od Pragi.

### 9 maja
Ostatnie siły niemieckie, które postanowiły ewakuować się z Pragi, wyruszyły wczesnym rankiem. O godzinie 4:00 oddziały 1 Frontu Ukraińskiego dotarły na przedmieścia Pragi. Walki toczyły się głównie z odizolowanymi oddziałami SS, którym czescy powstańcy uniemożliwili wycofanie się. W ciągu następnych kilku godzin Armia Czerwona szybko rozbiła pozostałe siły niemieckie. Ponieważ większość Niemców już uciekła, żołnierze radzieccy uniknęli walk dom po domu, które miały miejsce podczas zdobywania Budapesztu i Wiednia. Armia Czerwona straciła zaledwie trzydziestu żołnierzy w tym, co zostało opisane jako ich „najłatwiejsze zwycięstwo” w wojnie. O godzinie 8:00 czołgi dotarły do centrum miasta, a radio ogłosiło przybycie wojsk radzieckich. Czesi wylegli na ulice, aby powitać Armię Czerwoną.

## Zbrodnie wojenne

### Niemieckie
Niemieckie wojska popełniały zbrodnie wojenne na czeskich cywilach przez cały okres powstania. Wiele osób zginęło w egzekucjach, a SS używało czeskich cywilów jako żywych tarcz, zmuszając ich do oczyszczania barykad pod lufami karabinów i grożąc rozstrzelaniem zakładników w odwecie za niemieckich żołnierzy zabitych w akcji. Kiedy czołgi zatrzymywały się przed barykadami, strzelały do okolicznych domów. Po gwałtownym wysiedleniu lub zamordowaniu mieszkańców, niemieccy żołnierze plądrowali i palili czeskie domy oraz budynki mieszkalne. Kilkakrotnie zabito ponad dwadzieścia osób naraz; większość masakr miała miejsce 7 i 8 maja. Wśród zabitych były kobiety w ciąży i małe dzieci, a niektórych przed śmiercią maltretowano. Po powstaniu raport czeskiej policji opisywał zbrodnie wojenne popełnione przez nazistów: 

Wyważano drzwi domów i mieszkań, rabowano domy i sklepy, burzono domy... Mieszkańców wypędzano z domów i zmuszano do tworzenia żywej ściany ze swoich ciał, aby chronić niemieckie patrole, i stale grożono im pistoletami automatycznymi... Wielu Czechów leżało martwych na ulicach.

Oprócz zbrodni wojennych popełnionych przez Wehrmacht i SS, żołnierze Luftwaffe wraz z SA brali udział w torturach i mordowaniu więźniów przetrzymywanych w szkole Na Pražačce.

### Czeskie
Czechosłowacki rząd emigracyjny planował wypędzenie niemieckiej mniejszości z Czechosłowacji w celu utworzenia etnicznie czystego czesko-słowackiego państwa narodowego. Przez cały okres okupacji czescy politycy nadawali z Londynu wiadomości wzywające do przemocy wobec niemieckich cywilów i czeskich kolaborantów. Prezydent Edvard Beneš uważał, że samosądy będą mniej dzielące niż procesy, a zachęcanie Niemców do ucieczki oszczędzi im wysiłku związanego z ich późniejszą deportacją. Zanim przybył do Czechosłowacji, nadał komunikat, że „każdy, kto zasługuje na śmierć, powinien zostać zlikwidowany” i wezwał ruch oporu do pomszczenia zbrodni nazistowskich „tysiąckrotnie”. Minister sprawiedliwości Prokop Drtina poprosił przywódców ruchu oporu, aby uczynili wyzwolenie „krwawym” dla Niemców i wygnali ich przemocą. Komunistyczni przywódcy również popierali przemoc. Przywódcy wojskowi nie tylko przymykali oczy na masakry antyniemieckie i nie karali sprawców, ale wręcz aktywnie ich do nich zachęcali. Czeskie Radio prawdopodobnie odegrało rolę w podżeganiu do przemocy, przekazując antyniemieckie hasła tych przywódców politycznych, a także nadając antyniemieckie hasła z własnej inicjatywy. Prawie nikt nie został oskarżony o przemoc wobec Niemców, a w powojennym parlamencie zaproponowano projekt ustawy, który z mocą wsteczną zalegalizowałby taką przemoc.
W Pradze czescy powstańcy zabijali wziętych do niewoli niemieckich żołnierzy i cywilów zarówno przed, jak i po przybyciu Armii Czerwonej. Historyk Robert Pynsent twierdzi, że nie było wyraźnego rozróżnienia między końcem powstania a początkiem wysiedleń. Niektórzy schwytani żołnierze niemieccy zostali powieszeni na latarniach i spaleni żywcem, lub w inny sposób torturowani i okaleczani. Czescy powstańcy napadali, gwałcili i rabowali niemieckich cywilów. Nie wszyscy zabici lub dotknięci przemocą byli w rzeczywistości Niemcami lub kolaborantami, ponieważ sprawcy często działali na podstawie podejrzeń, lub wykorzystywali chaos do załatwiania osobistych porachunków. W czasie masakry w Bořislavce 10 maja zamordowano czterdziestu niemieckich cywilów. Podczas i po powstaniu tysiące niemieckich cywilów i wziętych do niewoli żołnierzy zostało internowanych w prowizorycznych obozach, gdzie niedobór żywności i brak higieny były oczywistością. Ocaleni twierdzili, że bicie i gwałty były na porządku dziennym. Przemoc wobec niemieckich cywilów trwała przez całe lato i osiągnęła punkt kulminacyjny w czasie wysiedlenia Niemców sudeckich. Około trzech milionów obywateli Czechosłowacji pochodzenia niemieckiego zostało pozbawionych obywatelstwa i majątku oraz przymusowo deportowanych.

## Dziedzictwo
Jako „największa akcja militarna Czechów o wolność i niepodległość narodową, która odbyła się na ich własnym terytorium”, jak ujął to dziennikarz Jindřich Marek, powstanie praskie stało się mitem narodowym nowej Republiki Czechosłowackiej i tematem wielu prac literackich.
Niepowodzenie zachodnich aliantów w wyzwoleniu Pragi było postrzegane jako symbol ich braku zainteresowania Czechosłowacją, po raz pierwszy zademonstrowanego przez zawarcie układu monachijskiego. Stanowił on również cios dla sił demokratycznych w kraju, które sprzeciwiały się dryfowaniu Czechosłowacji w stronę komunizmu w latach powojennych. Nie zapomniano, że Stalin sprzeciwiał się układowi monachijskiemu, a wyzwolenie Pragi przez Armię Czerwoną zmieniło opinię publiczną na korzyść komunizmu jako ustroju. Niewielu Czechów było świadomych porozumienia o linii demarkacyjnej między zachodnimi aliantami a wojskami radzieckimi, pozwalającego komunistom oskarżać siły amerykańskie o „pozostawanie tchórzliwym lub cynicznym obserwatorem, podczas gdy Praga walczyła o przetrwanie”, jak powiedział węgierski historyk István Kertész. Według brytyjskiego dyplomaty sir Orme’a Sargenta powstanie w Pradze było momentem, w którym „Czechosłowacja została definitywnie utracona dla Zachodu”.
W 1948 roku rząd Republiki Czechosłowackiej został obalony w wyniku komunistycznego zamachu stanu. Po zamachu stanu Czechosłowacja stała się państwem komunistycznym, sprzymierzonym ze Związkiem Radzieckim aż do aksamitnej rewolucji w 1989 roku. Komunistyczny rząd próbował zdyskredytować czeski ruch oporu, który uważano za zagrożenie dla komunistów, poprzez czystki lub aresztowania byłych przywódców ruchu oporu, i wypaczanie historii, na przykład wyolbrzymiając rolę klasy robotniczej w powstaniu i zawyżając liczbę żołnierzy Armii Czerwonej zabitych w Pradze.